# Çatağıl, İscehisar
Çatağıl là một xã thuộc huyện İscehisar, tỉnh Afyonkarahisar, Thổ Nhĩ Kỳ. Dân số thời điểm năm 2011 là 515 người.